# Dalechampia riedeliana
Dalechampia riedeliana är en törelväxtart som beskrevs av Johannes Müller Argoviensis. Dalechampia riedeliana ingår i släktet Dalechampia och familjen törelväxter. Inga underarter finns listade i Catalogue of Life.